# Nyrma kervillea
Nyrma kervillea är en insektsart som beskrevs av Navás 1933. Nyrma kervillea ingår i släktet Nyrma och familjen Berothidae. Inga underarter finns listade i Catalogue of Life.